# Georg Wopfner
Georg Wopfner (* 1870 in Hunding; † 1933) war ein bayerischer Ministerialrat.
Ab 1919 leitete er im Bayerischen Verkehrsministerium das Referat für Arbeiterwohlfahrt und Wohnungsangelegenheiten. In seiner Funktion erwarb er sich besondere Verdienste beim Bau und Erhalt von Eisenbahnersiedlungen in München und anderen Städten in Bayern.
In Erinnerung an Wopfner benannte die Stadt München im Stadtteil Freimann eine Straße nach ihm.
Seit dem Wintersemester 1889/90 war er Mitglied der Studentenverbindung Akademischer Gesangverein München im SV.